# Edgar Whitehead
Sir Edgar Cuthbert Fremantle Whitehead (ur. 8 lutego 1905, zm. 22 września 1971) – rodezyjski polityk.
Pochodził z Wielkiej Brytanii. W 1926 roku osiedlił się w Rodezji. Zaangażował się w działalność organizacji farmerów. Od 1946 do 1953 wchodził w skład autonomicznego rządu Rodezji Południowej. W latach 1958–1965 przewodził Zjednoczonej Partii Federalnej, a od 17 lutego 1958 do 17 grudnia 1962 sprawował funkcję premiera Rodezji Południowej. Po uzyskaniu przez Rodezję niepodległości powrócił do Wielkiej Brytanii.